# Dhamet
Le Dhamet (ou srand ou Zamma) est un jeu de stratégie combinatoire abstrait de la famille des dames et de l'alquerque pratiqué dans la zone du Sahara. Le jeu se joue sur les intersections d'un plateau carré composé de 9 lignes et 9 colonnes.

## Origine
Le dhamet fait partie de la famille des jeux de dames, mais son histoire est peu connue. Il est possible que le mot srand, l'une de ses appellations, vienne de l'arabe shatranj qui désigne les échecs arabes médiévaux. De plus, les mots servant à désigner les différentes pièces et le matériel sont d'origine arabe.

## Pratique du jeu
Le dhamet était très pratiqué en Mauritanie et dans la région saharienne pendant les années 1980, des compétitions et championnats étant organisés.

## But du jeu
L'objectif est, comme aux dames, de capturer tous les pions de l'adversaire ou de le priver de coups possibles,.

## Matériel
Le dhamet se joue sur les 81 intersections des lignes d'un plateau comportant 8 lignes et 8 colonnes soit 9 lignes horizontales et 9 lignes verticales, comme 4 plateaux d'alquerque accolés. Comme à l'alquerque, certaines diagonales sont tracées. Chaque joueur commence la partie avec 40 pions noirs ou blancs tous disposés sur le plateau, seule l'intersection centrale est laissée vacante.

## Règles

### Déplacement des pièces
- Chaque joueur déplace à son tour de jeu l'une de ses pièces ;
- Il y a deux sortes de pièces[1] :
  - Les pions se déplace vers l'avant d'une intersection vers une intersection vide adjacente reliée à l'intersection de départ[c]. Un pion ne peut pas reculer au cours d'un déplacement simple. Lorsqu'il s'arrête sur la dernière ligne du plateau, un pion est transformé en sultan[1] ;
  - Les sultans se déplacent comme la dame au jeu de dames internationales : il peut avancer autant qu'il le souhaite le long d'une ligne passant par l'intersection où il se trouve, tant qu'aucune pièce ne bloque son passage. Aucun des deux joueurs ne possède de sultan au début de la partie.

### Capture
Le mécanisme de prise est le même qu'aux dames internationales : la capture s'effectue en faisant sauter une de ses pièces par-dessus la pièce à capturer à condition que la case d'arrivée soit libre. On peut rafler plusieurs pièces de suite. La capture peut s'effectuer seulement le long d'une ligne tracée sur le plateau, diagonale ou non. Elle est obligatoire : un joueur peut se voir interdit par son adversaire tout coup qui ne permettrait pas la prise d'un maximum de pièces, son adversaire peut aussi choisir de souffler la pièce fautive. De plus :
- les pions peuvent prendre en arrière et doivent finir leur rafle sur l'intersection située immédiatement derrière la dernière pièce prise, comme aux dames ;
- les sultans peuvent, comme aux dames, prendre une pièce éloignée et s'arrêter ailleurs qu'immédiatement derrière la dernière pièce prise.

### Début de partie
Les premiers coups de l'ouverture sont standardisés : les cinq premiers coups joués par chaque joueur sont fixés par règle.